# Platygaster huggerti
Platygaster huggerti är en stekelart som beskrevs av Peter Neerup Buhl 2001. Platygaster huggerti ingår i släktet Platygaster och familjen gallmyggesteklar. Inga underarter finns listade i Catalogue of Life.